# Чиредзи
Чиредзи (англ. Chiredzi) — небольшой город в Зимбабве, в провинции Масвинго. Является административным центром одноимённого округа. Население — 32 644 чел. (по оценке 2017 года).

## География
Город Чиредзи расположен на юго-востоке страны, недалеко от границы с Мозамбиком.
Климат жаркий, сухой, полупустынный. Бо́льшая часть осадков выпадает с декабря по февраль.
| Показатель                                                  | Янв. | Фев. | Март | Апр. | Май  | Июнь | Июль | Авг. | Сен. | Окт. | Нояб. | Дек. | Год  |
| ----------------------------------------------------------- | ---- | ---- | ---- | ---- | ---- | ---- | ---- | ---- | ---- | ---- | ----- | ---- | ---- |
| Абсолютный максимум, °C                                     | 32,5 | 33,1 | 30,5 | 29,3 | 27,6 | 25,2 | 25,7 | 28,1 | 30,9 | 32,2 | 32,2  | 32,5 | 33,1 |
| Средняя температура, °C                                     | 26,3 | 25,3 | 24,4 | 22,5 | 19,5 | 17,0 | 17,1 | 19,4 | 22,3 | 24,7 | 25,4  | 26,0 | 22,5 |
| Абсолютный минимум, °C                                      | 20,1 | 19,6 | 18,3 | 15,7 | 11,5 | 8,9  | 8,5  | 10,7 | 13,7 | 17,2 | 18,7  | 19,6 | 8,5  |
| Норма осадков, мм                                           | 119  | 113  | 60   | 30   | 9    | 9    | 3    | 5    | 12   | 27   | 72    | 107  | 566  |
| Источник: climate-data.org. Дата обращения: 8 декабря 2018. |      |      |      |      |      |      |      |      |      |      |       |      |      |

## Население
| Население | Год  |
| --------- | ---- |
| 13 363    | 2002 |
| 30 448    | 2012 |
| 32 644    | 2017 |

## Разное
Город обслуживает аэропорт «Баффало-Рейндж».
В Чиредзи находится один из центров некоммерческой организации «Фонд Элиас», занимающейся проблемами молодёжи и получения образования в Зимбабве.
В окрестностях Чиредзи раскинулись сахарные плантации, принадлежащие Hippo Valley Estate.
Недалеко от города находится национальный парк Гонарежу.
В Чиредзи есть свой футбольный клуб.